# Cháu ngoan Bác Hồ

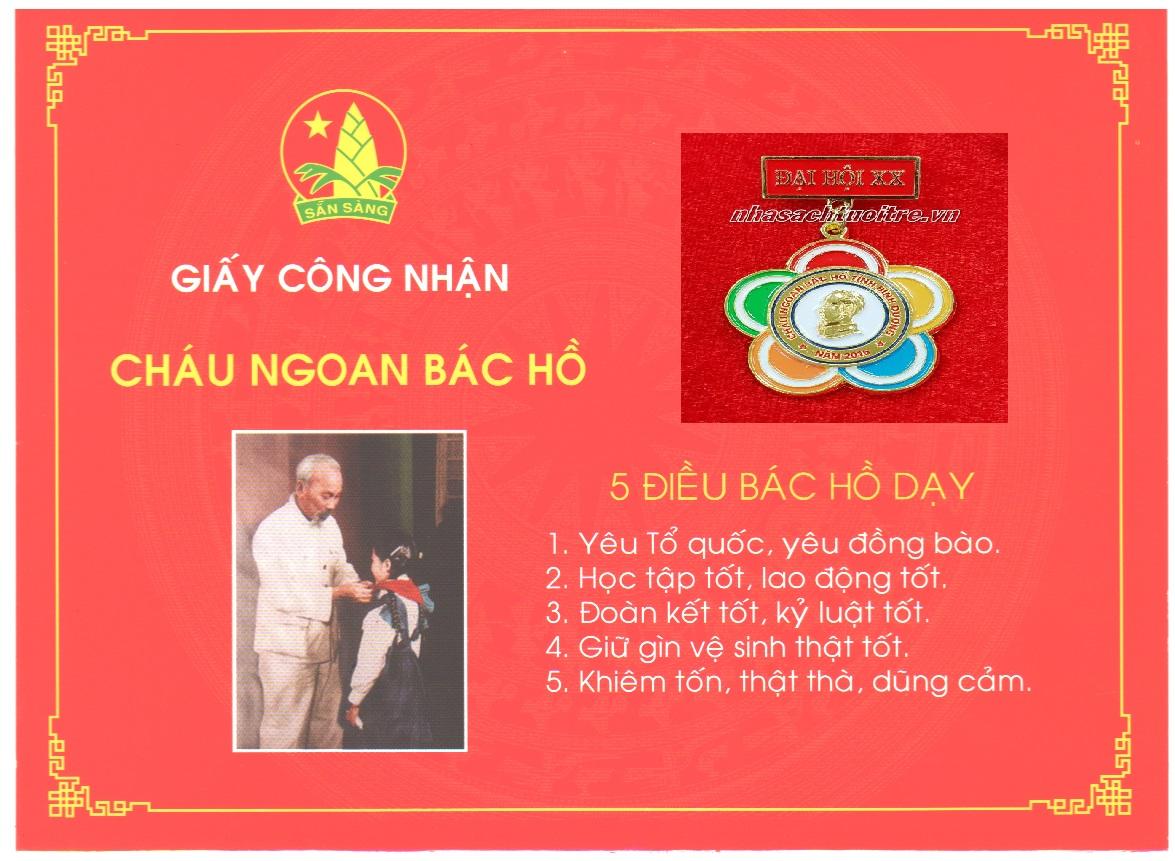
Giấy công nhân cháu ngoan Bác hồ kèm huy hiệu cài áo

Cháu ngoan Bác Hồ là một danh hiệu vinh dự ở Việt Nam do Đội Thiếu niên Tiền phong Hồ Chí Minh tặng cho các cá nhân là học sinh tiểu học và trung học cơ sở có thành tích học tập và rèn luyện đạo đức tốt. Hàng năm, các trường học đều tổ chức Đại hội Cháu ngoan Bác Hồ cấp trường, thường sẽ diễn ra vào cuối mỗi năm học, rồi sau đó sẽ tiếp tục cử một số đội viên ưu tú nhất tham dự Đại hội Cháu ngoan Bác Hồ cấp huyện, cấp tỉnh và Toàn quốc. Đến nay, đã tổ chức được 7 kỳ Đại hội Cháu ngoan Bác Hồ Toàn quốc.

## Tiêu chuẩn

### Tiêu chuẩn danh hiệu "Cháu ngoan Bác Hồ"

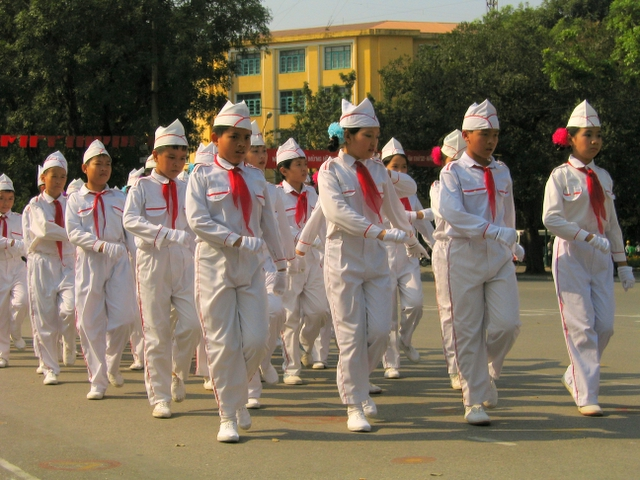
Đội viên là đối tượng được nhận danh hiệu Cháu ngoan Bác Hồ

#### Cấp Liên đội
Gồm 5 tiêu chuẩn:
- Có tinh thần đoàn kết, thương yêu giúp đỡ bạn bè và mọi người xung quanh, khiêm tốn, thật thà, dũng cảm, biết vâng lời và giúp đỡ cha mẹ; xếp loại đạo đức từ khá trở lên.
- Có tinh thần khắc phục khó khăn, vươn lên trong học tập và có kết quả ngày càng tiến bộ, xếp loại học lực từ trung bình trở lên.
- Có ý thức chấp hành pháp luật, thực hiện nếp sống văn minh noi công cộng, nội quy của trường lớp, tích cực lao động, rèn luyện thân thể, giữ gìn vệ sinh cá nhân và môi trường.
- Tham gia đầy đủ và có hiệu quả các loại hoạt động của nhà trường và các phong trào do Đội TNTP Hồ Chí Minh Tổ chức.
- Thực hiện chương trình rèn luyện Đội Viên, được công nhận hoàn thành từ 3 chuyên hiệu trở lên hoặc công nhận hoàn thành chương trình dự bị đội viên Thiếu niên Tiền phong theo độ tuổi.

#### Cấp quận, huyện, thị xã
Là những cháu ngoan Bác Hồ xuất sắc cấp Liên đội, xếp loại đạo đức tốt, xếp loại học lực từ khá trở lên; thực hiện chương trình rèn luyện đội viên, đạt từ 5 chuyên hiệu trở lên hoặc thực hiện và công nhận hoàn thành chương trình dự bị đội viên Thiếu niên tiền phong theo độ tuổi.

#### Cấp tỉnh, thành phố
Là những Cháu ngoan Bác Hồ xuất sắc cấp huyện, quận, thị xã, xếp loại đạo đức tốt, xếp loại học lực giỏi hoặc đạt giải trong các kì thi học sinh giỏi cấp quận/ huyện, tỉnh/thành phố trở lên,; được công nhận hoàn thành chương trình rèn luyện đội viên theo hạng tuổi hoặc thực hiện và công nhận hoàn thành chương trình dự bị đội viên Thiếu niên Tiền phong theo độ tuổi.

### Tiêu chuẩn danh hiệu "Sao cháu ngoan Bác Hồ"
Gồm 3 tiêu chuẩn:
- Toàn sao có tinh thần đoàn kết, thương yêu giúp đỡ lẫn nhau trong học tập, vui chơi và rèn luyện đạo đức.
- Sinh hoạt sao theo đúng quy định với nội dung phong phú, có phụ trách sao giúp đỡ thường xuyên.
- Có quá nửa số bạn trong Sao đạt danh hiệu "Cháu ngoan Bác Hồ".

## Sự quan tâm
Danh hiệu Cháu ngoan Bác Hồ rất được Đoàn Thanh niên Cộng sản Hồ Chí Minh và Đảng Cộng sản Việt Nam quan tâm để giáo dục ý thức, nhất là về lòng yêu nước, ý thức chính trị trung thành với lý tưởng của chủ nghĩa cộng sản.